# Nurlan Äbdirow

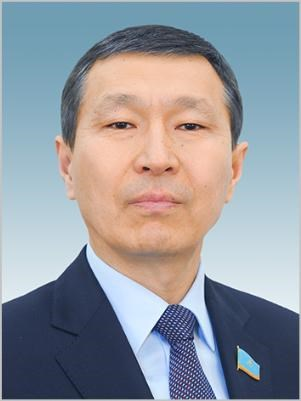
Nurlan Äbdirow (2020)

Nurlan Mäschituly Äbdirow (kasachisch Нұрлан Мәжитұлы Әбдіров; russisch Нурлан Мажитович Абдиров Nurlan Maschitowitsch Abdirow; * 12. Januar 1961 in Aksu-Ajuly, Kasachische SSR, UdSSR) ist ein kasachischer Politiker.

## Biographie
Äbdirow wurde 1961 in Aqsu-Ajuly im heutigen Audan Schet im Gebiet Qaraghandy geboren. Im Jahr 1984 ließ er sich in die Höhere Schule des Innenministeriums der UdSSR in Qaraghandy einschreiben. Noch während des Studiums begann er dort zu unterrichten.
Zwischen 1987 und 1997 stieg er vom Dozenten bis zum stellvertretenden Leiter der Abteilung für Strafrecht und Kriminologie an der Hochschule Qaraghandy des kasachischen Innenministeriums auf.
Von September 2002 bis September 2004 war Äbdirow Staatsinspektor des Sekretariats des Sicherheitsrates von Kasachstan.
Zwischen 2005 und 2009 bekleidete er den Posten des stellvertretenden Sekretärs des Sicherheitsrats.
Im September 2009 zog Äbdirow als Abgeordneter in das Parlament Kasachstans (Mäschilis) und wurde insgesamt dreimal wiedergewählt (2012 und 2016).
Am 28. August 2020 ernannte ihn Präsident Qassym-Schomart Toqajew zum Mitglied des Senats der Republik Kasachstan.
Am 25. Januar 2022 wurde Äbdirow per Dekret zum Vorsitzenden der staatlichen Wahlkommission Kasachstans berufen.